# EDSA-revolutionen

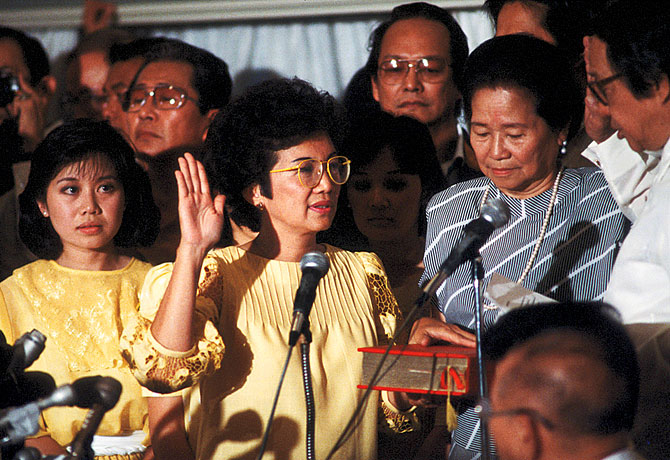
Corazon Aquinos invigning.

EDSA-revolutionen eller People Power Revolution var en fredlig revolution och historisk händelse som hände i Filippinerna från 22 till 25 februari 1986.  
Revolutionen är också känd som den Filippinska Revolutionen 1986 och den Gula Revolutionen.
Denna revolutionen ledde till president Ferdinand Marcos avgång och invigningen av Corazon Aquino som Filippinernas nya president.